# Agente inteligente

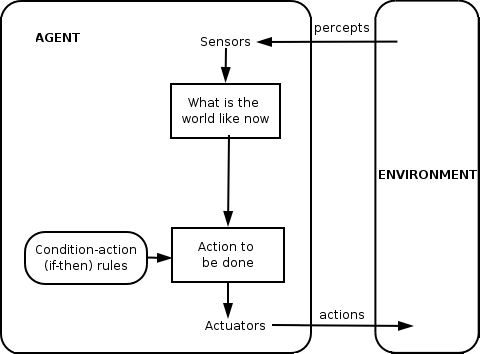
Diagrama de agente reflexo simples

Em inteligência artificial, um agente inteligente é uma entidade que identifica o seu ambiente, toma ações de forma autónoma para atingir objetivos e pode melhorar o seu desempenho através da aprendizagem automática ou adquirindo conhecimento. Os principais manuais de IA definem a inteligência artificial como o "estudo e design de agentes inteligentes", destacando que o comportamento orientado para objetivos é essencial para a inteligência.
Um subconjunto especializado de agentes inteligentes, IA agêntica (também conhecidos como agentes de IA ou simplesmente agentes), expande este conceito ao perseguir objetivos proativamente, tomar decisões e realizar ações durante longos períodos, exemplificando assim uma nova forma de agência digital.
Os agentes inteligentes podem variar de simples a altamente complexos. Um termóstato ou sistema de controlo básico é considerado um agente inteligente, tal como um ser humano, ou qualquer outro sistema que cumpra os mesmos critérios — como uma firma, um estado, ou um bioma.
Os agentes inteligentes operam com base numa função objetiva, que encapsula os seus objetivos. Eles são projetados para criar e executar planos que maximizem o valor esperado desta função após a conclusão. Por exemplo, um agente de aprendizagem por reforço tem uma função de recompensa, que permite aos programadores moldar e atingir o seu comportamento desejado. Do mesmo modo, o comportamento dum algoritmo evolucionário é guiado por uma função de aptidão.
Os agentes inteligentes em inteligência artificial, estão intimamente relacionados com agentes em economia, e versões do paradigma do agente inteligente são estudadas em ciência cognitiva, ética e na filosofia da razão prática, bem como em muitas modelações científicas sócio cognitivas interdisciplinares e simulações sociais computacionais.
Os agentes inteligentes são frequentemente descritos esquematicamente como sistemas funcionais abstratos semelhantes a programas de computador. Para distinguir modelos teóricos de implementações do mundo real, as descrições abstratas de agentes inteligentes, são designadas por agentes inteligentes abstratos. Os agentes inteligentes estão também intimamente relacionados com os agentes de software — programas de computador autónomos que executam operações em nome dos utilizadores. São também chamados, usando um termo emprestado da economia: um "agente racional".
O agente inteligente, é aquele que adota a melhor ação possível perante uma situação, estando presente na resolução duma infinidade de problemas dos utilizadores comuns. Hoje, a internet conta com diversas iniciativas que utilizam agentes, desde sites que comparam preços de bens de consumo, a mecanismos de busca inteligentes, que navegam dentro das páginas web, apresentando o resultado da busca classificado pelo grau de precisão e relevância dos assuntos.
Na língua portuguesa o significado do termo "agente" é geralmente interpretada nos dicionários como:
- Alguém que atua diretamente;
- Alguém atuando ou fazendo negócios por outro;
- Procurador, delegado.

Estas definições atendem algumas características, mas não contemplam o amplo significado dum agente inteligente.
Um agente é definido como uma entidade computacional que funciona de forma contínua e autónoma num ambiente restrito, dentro do qual, podem existir outros agentes com características comuns ou não. Informalmente um agente é alguém ou algo que atua como um procurador com propósito específico de realizar ações que podem ser entendidas como benéficas dentro do contexto onde ele atua.
Um sistema poderá ser visto como um agente se for capaz de analisar e determinar o seu ambiente por meio de sensores e de agir sobre esse ambiente por intermédio de atuadores agregando as características como autonomia, habilidade social, reatividade e proatividade. São eles:
- Agentes reativos: podem desenvolver inteligência a partir de interações com seu ambiente, não necessitam de modelo preestabelecido.

- Agentes reativos simples: Respondem a perceções, interpretam entrada, verificam regra correspondente e agem

- Agentes reativos baseado em modelo: mantêm o estado interno para aspectos não percebidos; Estado interno modela mundo; Podem utilizar perceções passadas para base em decisões

- Agentes cognitivos: complexos, com mecanismos de tomada de decisões avançados, interações sofisticadas e com um objetivo fortemente estabelecido.

- Agentes baseados em objetivos: procuram atingir alvos, são mais flexíveis que os agentes reativos.

- Agentes baseados em utilidade: tentam maximizar as suas expectativas e ponderam a probabilidade de sucesso, em relação à importância de objetivos

## Agentes Inteligentes em Inteligência Artificial
Em Inteligência Artificial, um agente inteligente é uma entidade autónoma capaz de analisar um ambiente através de sensores e atuar neste, através de atuadores. Para tomar decisões, pode atuar relativamente, realizar raciocínio por algoritmos simbólicos, procurando atingir metas (no sentido "racional definido em economia). Agentes Inteligentes podem ter a capacidade de aprender e usar estes conhecimentos para melhorar o seu desempenho.
Convencionou-se, principalmente em engenharia de software, a estruturar um agente como a execução procedural de três funções: (i) uma que interpreta o ambiente através de sensores (Sensor), (ii) uma que interpreta as informações obtidas chamada função do agente (Agent Function) e (iii) uma função que dependendo da interpretação, atua sobre o ambiente, chamada atuador (Actuator). Este agente "trabalha" em ciclos, usando as funções em ordem sequencial. Neste contexto para IA e Engenharia de software, o estudo e implementação da Função do Agente é mais importante, pois contém os algoritmos e procedimentos de tomada de decisão e consequentemente maximização do desempenho.

## Definições e utilizações alternativas
"Agente inteligente" é também usado como um termo vago, por vezes sinónimo de "assistente pessoal virtual". Algumas definições do século XX caraterizam um agente como um programa que auxilia um utilizador, ou que atua em nome dum utilizador. Estes exemplos são conhecidos como agentes de software, ou um "agente de software inteligente" (isto é, um agente de software com inteligência) é chamado de "agente inteligente".
De acordo com Nikola Kasabov, os sistemas de IA devem apresentar as seguintes características:
- Acomodar novas regras de resolução de problemas de forma incremental.
- Adaptar online e em tempo real.
- Ser capaz de analisar-se o a si próprios em termos de comportamento, erro e sucesso.
- Aprender e melhorar através da interação com o meio envolvente (corporização).
- Aprender rapidamente com alto volume de dados.
- Ter capacidades de acumulação e recuperação de exemplares baseados em memória.
- Possuir parâmetros de representação da memória a curto e longo prazo, idade, esquecimento, etc.

No contexto da inteligência artificial generativa, os agentes de IA (também designados por sistemas compostos de IA) são uma classe de agentes inteligentes que se distinguem pela sua capacidade de autonomia operativa em ambientes altamente complexos. Possuem vários atributos principais, incluindo estruturas complexas de objetivos, interfaces de linguagem natural, capacidade de agir independentemente da supervisão do utilizador, e integração de ferramentas de software ou sistemas de planeamento. O seu fluxo de controlo é frequentemente conduzido por grandes modelos de linguagem.
Uma aplicação comum dos agentes de IA é a automatização de funções, por exemplo, reservar planos de viagem com base na solicitação solicitada por um utilizador. Exemplos proeminentes incluem Devin AI, AutoGPT e SIMA. As estruturas para a construção de agentes de IA incluem LangChain assim como ferramentas como CAMEL, Microsoft AutoGen e OpenAI Swarm.
Os proponentes argumentam que os agentes de IA podem aumentar a produtividade pessoal e econômica, estimular maior inovação e libertar os utilizadores de trabalhos monótonos. No entanto, as potenciais preocupações incluem questões de responsabilidade, um risco acrescido de nético, desafios éticos, bem como problemas relacionados com a segurança da IA e o alinhamento da IA. Outras questões envolvem privacidade dos dados.